# Monecphora trifasciata
Monecphora trifasciata är en insektsart som beskrevs av Victor Lallemand 1938. Monecphora trifasciata ingår i släktet Monecphora och familjen spottstritar. Inga underarter finns listade i Catalogue of Life.